# Овенс (долина)
Доли́на О́венс (англ. Owens Valley) — суха долина річки Оуенс в південно-східній Каліфорнії, США.

## Основні відомості
Долина становить приблизно 120 км завдовжки у північно-південному напрямку. Обмежена гірським пасмом Сьєрра-Невада на заході та горами Іньо і горами Уайт (Білими горами) на сході. Гори з обох боків (зокрема гора Уїтні) досягають 4 300 м, тоді як дно самої долини розташоване на висоті 1 200 м, роблячи долину однією з найглибших у США.
Ліжко озера Оуенс, нині плоский сухий луг, лежить на південному кінці долини. Долина через акведук забезпечує водою Лос-Анджелес і є джерелом третини питної води, що постачається до цього міста. Долина знаменита як місце дій найдовшого й найбожевільнішого епізоду Каліфорнійських водних воєн.
| США | Це незавершена стаття з географії США. Ви можете допомогти проєкту, виправивши або дописавши її. |